# Leszek Truchlewski
Leszek Tadeusz Truchlewski (ur. 1 grudnia 1956) – instruktor harcerski opozycyjnego harcerstwa lat 70. i 80., harcmistrz.

## Harcerstwo
Członek 1 WDH „Czarna Jedynka” w Liceum im. Tadeusza Reytana w Warszawie. W 1979 roku organizator niezależnej drużyny harcerskiej w XLII L.O. im. Marii Konopnickiej w Warszawie. Do połowy września 1981 roku komendant działającego w ZHP szczepu 70 WDH „Czarna Siedemdziesiatka” i członek Rady Porozumienia Kręgów Instruktorów Harcerskich im. Andrzeja Małkowskiego (KIHAM), a następnie hufcowy warszawskiego Hufca Harcerzy NRH. Według Jerzego Targalskiego Leszek Truchlewski był też drukarzem „Kręgu”, a jego harcerze składali książki tego wydawnictwa. Niewiele wiadomo o ówczesnych inicjatywach i działalności Hufca Harcerzy NRH w Warszawie.
Za działalność w ramach harcerstwa niezależnego szykanowany przez SB. W 1981 roku, po wprowadzeniu stanu wojennego w Polsce, internowany.

## Działalność wydawnicza
W latach 1979–1981 organizował akcje ulotkowe i plakatowe w Warszawie. W latach 1980–1982 koordynował kolportaż harcerski „Tygodnika Mazowsze”. Aresztowany. W 1983 roku wyemigrował do Francji, gdzie współpracował z Editions Spotkania. Mieszka we Francji.

## Odznaczenia
W 2015 roku został odznaczony Krzyżem Kawalerskim Orderu Odrodzenia Polski.